# Champ d'avoine aux coquelicots
Champ d'avoine aux coquelicots est un tableau réalisé par le peintre français Claude Monet vers 1890. De format horizontal, cette huile sur toile est un paysage impressionniste qui représente un champ d'avoine parsemé de coquelicots. Achetée en 1948, l'œuvre est conservée au musée d'Art moderne et contemporain de Strasbourg, à Strasbourg, dans le Bas-Rhin.

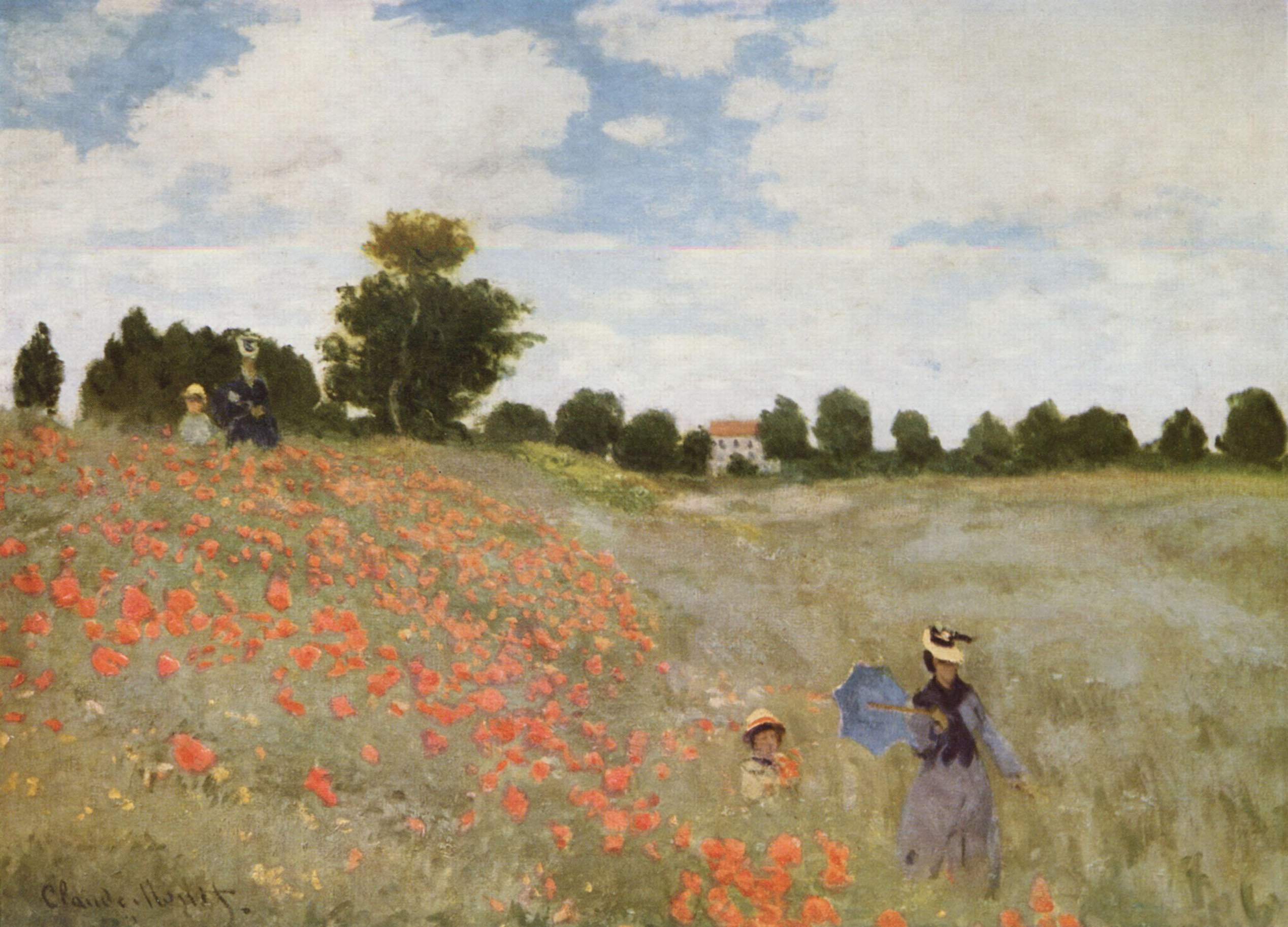
Les Coquelicots, 1873 – Musée d'Orsay, Paris.
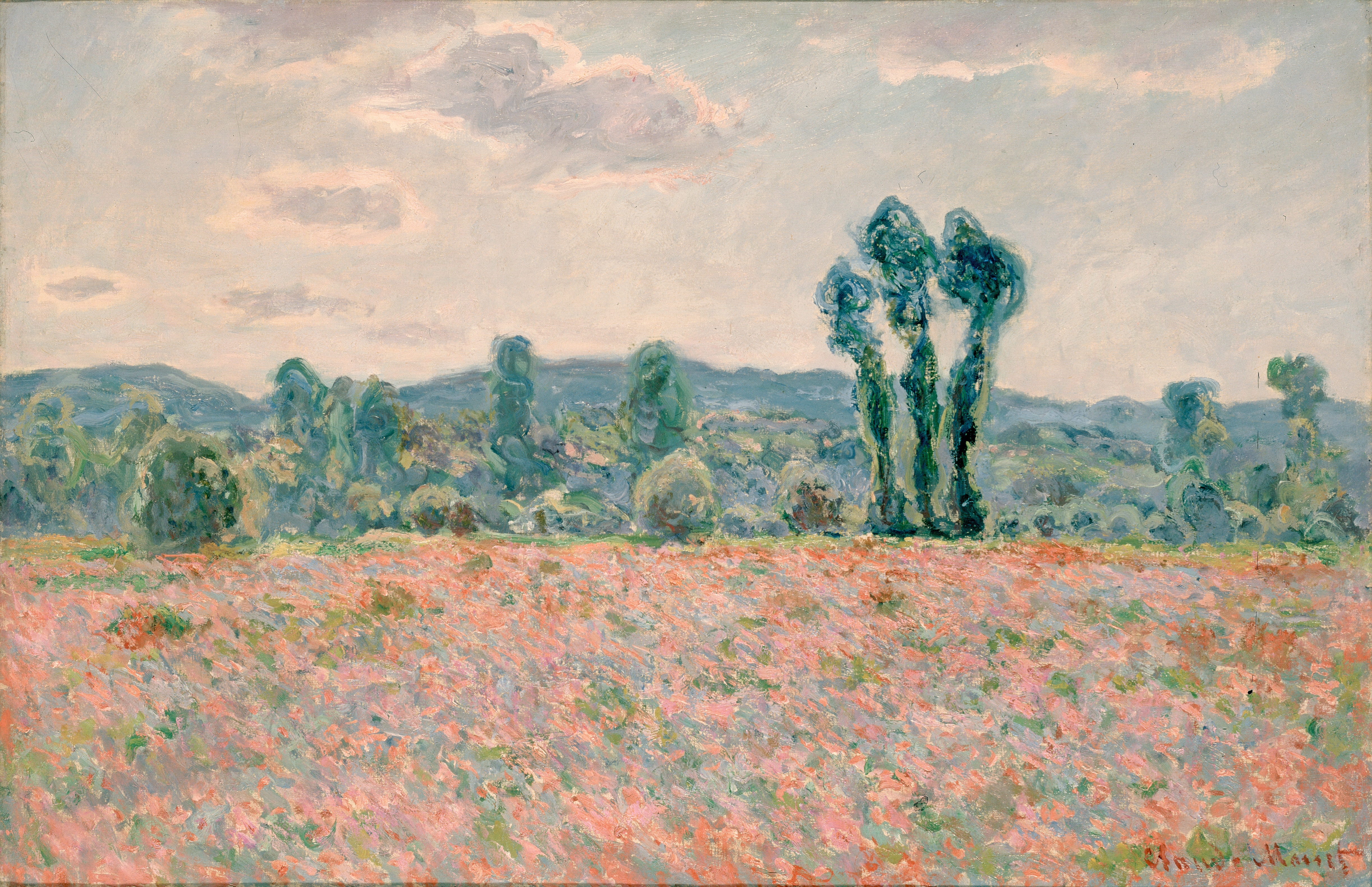
Champ de coquelicots, 1886 – Musée de l'Ermitage, Saint-Pétersbourg.